# The Dukes of Hazzard: Return of the General Lee
The Dukes of Hazzard: Return of the General Lee – australijska wyścigowa gra komputerowa wyprodukowana przez Ratbag Games oraz wydana przez Ubisoft 28 września 2004 roku na konsolę PlayStation i Xbox. Kontynuacja związanej z serialem Diukowie Hazzardu gry The Dukes of Hazzard: Racing for Home.

## Fabuła
Gracz wciela się w rolę dwóch kuzynów – Bo i Luke’a Duke, którzy przemieszczają się po hrabstwie w General Lee, (Dodge Charger z 1969 roku). Postaciami pobocznymi są między innymi Daisy Duke, wujek Jesse Duke czy Cooter Davenport. Bo i Luke próbują powstrzymać przestępcę chcącego w nielegalny sposób wzbogacić się na mieszkańcach hrabstwa Hazzard.

## Rozgrywka
Gracz bierze udział w zróżnicowanych zadaniach, na które składają się między innymi śledzenie podejrzanych pojazdów, odwracanie uwagi policji, czy też udział w nielegalnych wyścigach. Gracz nie ma wpływu na kolejność zadań.
W trybie gry wieloosobowej na podzielonym ekranie mogą wziąć udział dwie osoby.